# جایزه بزرگ ایتالیا ۱۹۸۱
جایزه بزرگ ایتالیا ۱۹۸۱ (انگلیسی: ‎1981 Italian Grand Prix‎) یک مسابقهٔ موتوری در رشتهٔ اتومبیل‌رانی فرمول یک بود که در تاریخ ۱۳ سپتامبر ۱۹۸۱ در پیست ناتزیوناله مونتزا واقع در مونتزا، لمباردی، ایتالیا برگزار شد. این گراند پری در میان ۱۵ گراند پری در فصل ۱۹۸۱، مسابقهٔ شمارهٔ ۱۳ بود.
در این مسابقه که در ۵۲ دور و به مسافت ۳۰۱٫۶ کیلومتر (۱۸۷٫۴۰۶ مایل) برگزار شد، پول پوزیشن توسط رنه آرنوکس کسب شد و سریع‌ترین زمان برای طی یک دور پیست که برابر با ۱:۳۷٫۵۲۸ بود نیز توسط کارلوس روتمان به ثبت رسید.
آلن پروست از تیم رنو، آلن جونز از تیم ویلیامز-فورد و کارلوس روتمان از تیم ویلیامز-فورد به‌ترتیب مقام‌های اول تا سوم مسابقه را کسب کردند.

## رده‌بندی قهرمانی پس از مسابقه
| جایگاه | راننده        | امتیاز |
| ------ | ------------- | ------ |
| ۱      | کارلوس روتمان | ۴۹     |
| ۲      | نلسون پیکه    | ۴۶     |
| ۳      | آلن پروست     | ۳۷     |
| ۴      | آلن جونز      | ۳۷     |
| ۵      | ژاک لافیت     | ۳۴     |
| منبع:  |               |        |

| جایگاه | سازنده       | امتیاز |
| ------ | ------------ | ------ |
| ۱      | ویلیامز-فورد | ۸۶     |
| ۲      | برابام-فورد  | ۵۷     |
| ۳      | رنو          | ۴۸     |
| ۴      | لیجیه-ماترا  | ۳۴     |
| ۵      | فراری        | ۳۰     |
| منبع:  |              |        |

یادداشت
- تنها پنج جایگاه نخست از هر رده‌بندی نمایش داده شده است.